# Gérard Levoyer
Pour les articles homonymes, voir Levoyer.
Gérard Levoyer est un dramaturge français, né à Trouville-sur-Mer le 7 octobre 1946. Auteur de pièces de théâtre, de dramatiques pour la radio, de sketches, acteur, scénariste, nouvelliste, metteur en scène. Ses œuvres sont jouées dans plusieurs pays francophones.

## Biographie
En 1983, Gérard Levoyer commence sa carrière par l'écriture d'une pièce de théâtre L'Ascenseur lue à Théâtre à Une Voix.

### Radio
À cette même période, il fait la rencontre de Pierre Billard pour lequel il écrira une trentaine de textes destinés à l'émission Les Nouveaux Maîtres du mystère sur France Inter. Il travaille également pour Patrice Galbeau dans le cadre de La Dramatique de minuit, toujours sur France Inter puis pour France Bleu, il écrit plusieurs séries de dialogues qui lui permettront, entre autres, de rencontrer Claude Piéplu. Son activité s'enrichit des textes destinés à France Culture et à la Radio suisse romande. Il est aujourd'hui l'auteur de plus de cent trente dramatiques radiophoniques.

### Théâtre
Parallèlement, il poursuit son activité d'auteur dramatique par l'écriture de trente-six pièces à ce jour. Parmi celles-ci, quelques titres : 
- Danger, Amour, créée à Paris, au théâtre Grévin, avec Jean-Pierre Kalfon et Véronique Genest
- Une bière dans le piano, avec Gilles Gaston-Dreyfus, mise en scène par Gérard Savoisien
- Mendiants d'amour, créée à Paris, au Guichet-Montparnasse
- L'Appeau du désir, créée à Vincennes
- 12 Femmes pour une scène, au théâtre du Nord-Ouest

En 2006 il aborde le théâtre jeunesse avec La Princesse et le Plombier, créée au Darius Milhaud et toujours à l’affiche au théâtre Le Funambule après deux ans de représentations. Des monologues pour femmes, Elle(s), montés par le Théâtre du Sphinx de Nantes. Burlingue, une comédie sociale, jouée à la fois au festival d’Avignon en 2006, par la Compagnie Scénofolies à Montpellier, au Théo Théâtre et à la Comédie St Michel de Paris.
À ce jour, une trentaine de ses pièces ont été éditées chez L'Avant-scène théâtre, Art et Comédie, L’Harmattan, Éditions La Fontaine, L’œil du Prince, Lansman, Mandarines, Les Enfants du Paradis, etc.
Depuis plusieurs années, il reçoit des commandes d’écriture de la part de compagnies professionnelles. C’est ainsi qu’il a écrit Compagnons ou les enfants du trimard pour Les Transbordeurs d’Images de Rochefort en 2005, 1814, les p’tites gens en 2006, ainsi que Les Plaisirs du vin, une commande du théâtre de Feu de Mont-de-Marsan. En 2008, il fait éditer Les Enfants de la cigogne, suivi de Miss Ouistiti, deux pièces pour la jeunesse aux éditions La Fontaine. En 2009 la Compagnie Les Transbordeurs d’Images lui commande une pièce sur l’évolution du statut de la femme de 1789 à nos jours intitulée Maria et les autres, qui est créée le 5 juin 2009. En 2010 c’est Histoires de bains pour le Théâtre des Lumières et Louise et les Pétroleuses pour l’Aparté de St Raphaël. Membre des Écrivains associés du Théâtre depuis 2000, il est actuellement président du comité de lecture de cette association. Il a en outre créé le concours « Nouvelle au Pluriel » qu’il a dirigé de 1996 à 2007. Il est aussi comédien et metteur en scène.

### Autres activités
Il écrit également pour la télévision, quelques courtes dramatiques sur TF1, des sketches, des épisodes de Caméra Café, des nouvelles pour divers magazines et a animé un concours francophone d'écriture Nouvelle au Pluriel pendant plus de 12 ans.

## Radio
134 dramatiques pour France Inter, France Culture, Radio Bleue, Radio Suisse Romande. En 2003 il a reçu le prix SACD Radio.
Quelques dramatiques :
- 1983 : La roue tourne (Les mille et un jours), France-Inter
- 1984 : Une place pour l’hiver (Les tréteaux de la nuit), France-Inter
- 1985 : 5 textes pour Claude Piéplu et Henri Virlojeux, Dramatique de Minuit, France-Inter
- 1988 : La Fuite, Radio Suisse Romande
- 1988 : Au bout du couloir, France- Culture
- 1995 : On a craché sur la lune, Radio Suisse Romande
- 1999 : Un Snoopy derrière la porte (Au fil des mots), France-Bleu
- 2001 : Les Petits Polars de Sophie, France-Bleu
- 2001 : Une bonne dose d’humiliation (Fiction 30), France-Culture
- 2005 : La Toute Petite Voix du bonheur (Nuit Noire), France-Inter
- 2007 : Le Tombeau d’Adrienne (Au fil de l’Histoire), France-Inter
- 2010 : Édouard et le loup (Nuit Blanche), France-Inter
- 2011 : Le Voyage en Arménie (Nuit Noire), France-Inter
- 2015 : San Antonio contre Arsène Lupin (Affaires sensibles) France-Inter
- 2015 : Simenon, l'homme aux 10 000 femmes (Affaires sensibles) France-Inter

## Théâtre

### Comédien
Plus de 50 pièces jouées dont :
- 2019: La Salière de G. Levoyer. Mise en scène de l'auteur
- 2017: Mendiants d'amour de G Levoyer. Mise en scène de l'auteur
- 2015: Le Bourgeois gentilhomme de Molière, Mise en scène Jean-Luc Jeener
- 2014: L'avare de Molière, mise en scène René Camoin
- 2012-2013 : La Mouette de Tchékov, mise en scène Hélène Zidi-Chéruy
- 2011 : Magnificat  de Bernard Da Costa , mise en scène Stéphane Bouvet
- 2010 : Qui a peur de Virginia Woolf ? de Albee, mise en scène Gérard Levoyer
- 2009 : Depuis le temps qu’on se connaît de Larriaga/Levoyer, mise en scène Stéphane Bouvet
- 2009 : Le Mariage de Figaro de Beaumarchais, mise en scène F. Ha Van (plus de 90 représentations)
- 2009 : Les Tétonnières du paradis de Poudérou, mise en scène Stéphane Bouvet
- 2008 : Les Métallo Boys Mc Carten, mise en scène Stéphane Bouvet
- 2007 : Le Roi Lear Shakespeare, mise en scène Jean-Luc Jeener
- 2005 : Le Secret des nénuphars, mise en scène Gilles Février
- 2005 : L'Atelier de J.-C. Grumberg, mise en scène Stéphane Bouvet
- 2004 : La Dame de chez Maxim, mise en scène J.-L. Jeener
- 2004 : L'Arlésienne, mise en scène Philippe Bender
- 2004 : Agnès Belladone de J.-P. Alègre, mise en scène Chantal Bouisson
- 2003 : Ainsi soit-il de J.-F. Champion, mise en scène Jean-Luc Moreau
- 2003 : Mon Isménie d’Eugène Labiche Men, mise en scène Jean-Marie Courtois
- 2003 : Les Femmes savantes de Molière, mise en scène Chantal Bouisson
- 2000 : Louis Bambille, mise en scène Jean-Manuel Florensa (pendant trois ans)
- 1999 : Monsieur chasse ! de Feydeau, mise en scène Chantal Bouisson (reprise en 2001)
- 1999 : Candide, mise en scène J.-M. Florensa (pendant 2 ans)
- 1998 : Vers la cité de l’étoile, de J.-M. Florensa et G Levoyer (pendant 3 ans)
- 1997 : La Nuit de l'espoir, de J.-M. Florensa (pendant 2 ans)
- 1997 : Les Femmes savantes, mise en scène Michel Furet (pendant 2 ans)
- 1997 : La Collection de Harold Pinter, mise en scène G. Levoyer
- 1997 : Mendiants d'amour de G. Levoyer, mise en scène Bernard Bolzer
- 1996 : La Grève, mise en scène Patrice Bigel
- 1996 : Le Colloque sentimental (poésies), mise en scène Bernard Bolzer
- 1995 : Si Camille me voyait (poésies) de Roland Dubillard
- 1994 : Amants de Jules Renard et H. Pinter, mise en scène G. Levoyer
- 1994 : Fando et Lis d'Arrabal, mise en scène Bernard Bolzer
- 1994 : Cinémanivelle de Gilles Matton
- 1992 : La Foi, l'Espérance et la Charité de Von Horvarth
- 1992 : Histoires de gourmandise de Gilles Matton
- 1991 : Le Directeur des mouches de J. Viallon, mise en scène D. Bouvier
- 1991 : Un pour la route de Harold Pinter, mise en scène G. Levoyer
- 1990 : Alice des quatre vents de Gilles Matton
- 1990 : Une bière dans le piano de Gérard Levoyer
- 1989 : Comme une plume au vent (création collective)
- 1988 : Omphalos Hôtel de J-M Ribes, mise en scène Bernard Bolzer
- 1987 : La Pomme et le Gilet de Gérard Levoyer
- 1986 : L'Ascenseur de Gérard Levoyer

### Auteur
- 1981 : L'Ascenseur
- 1982 : Une bière dans le piano
- 1982 : Burlingue
- 1984 : Privé de 14 juillet
- 1985 : Pericoloso, sous le titre Danger Amour avec Jean-Pierre Kalfon et Véronique Genest
- 1987 : Les Gelées précoces
- 1988 : Les Hommes cartons
- 1989 : La Plaisante Aventure
- 1991 : Où est passé mon chat ?
- 1992 : Un roi dans ma douche
- 1996 : Piiiiingouins !
- 1997 : Mendiants d’amour
- 1998 : Vers la cité de l’étoile avec Jean-Manuel Florensa
- 1999 : L’Appeau du désir
- 2000 : Le Dernier
- 2001 : Les Bons Petits Anges
- 2001 : Barouf à la bonne auberge
- 2002 : Week-end à Deauville
- 2002 : C’est vous ou c’est moi ?
- 2002 : Michel-Ange en français
- 2003 : Un Snoopy derrière la porte, créée par Isabelle de Botton
- 2003 : Chambre à air
- 2003 : Douze Femmes pour une scène
- 2004 : Compagnons ou Les enfants du trimard
- 2005 : À ce petit jeu
- 2006 : La Femme perplexe
- 2006 : La Princesse et le Plombier
- 2006 : 1814, les p’tites gens
- 2006 : Elle(s)
- 2006 : Les Enfants de la cigogne
- 2006 : Miss Ouistiti
- 2007 : Les Plaisirs du vin
- 2007 : Lucie et la résistance
- 2008 : Maria et les autres
- 2009 : Pièces démontées
- 2010 : Histoires de bains
- 2010 : Louise et les Pétroleuses
- 2011 : Les Étuis du doute
- 2011 : Place de l'Horloge
- 2011 : Brindezingues
- 2012 : Sœurs
- 2013 : L'appartement du jeune homme
- 2013 : Effaçons l'ardoise
- 2014 : Equinoxe
- 2019 : Un an dans la chambre
- 2019 : Mauvaise conscience
- 2019 : La Salière

### Mises en scène
- 2019 : La Salière de G. Levoyer Paris, Toulouse, Clermont Ferrand
- 2017 : Mendiants d'amour de G. Levoyer Paris, Châtillon
- 2014 : Soeurs de G. Levoyer Théo Théâtre, (60 représentations en tournée)
- 2010 : Qui a peur de Virginia Woolf ? de Edward Albee Théâtre de Saint-Maurice
- 1997 : La Collection de Harold Pinter Fresnes, Orsay, Saint-Maur
- 1996 : Erzébeth de Claude Prin St Maurice. Paris
- 1995 : Amants de Jules Renard et Harold Pinter Villiers-sur-Marne
- 1991 : Un pour la route de Harold Pinter Villiers-sur-Marne
- 1974 : Oraison d'Arrabal Théâtre de Deauville
- 1974 : Cœur à deux de Guy Foissy Théâtre de Deauville

## Filmographie

### Acteur
- 2007 : Les eaux dormantes (c-m) de Christophe Degournay
- 2006 : Marie Besnard de Christian Faure
- 2005 : Le grand Charles de Bernard Stora
- 2005 : Numéro 7 de Oz Sari
- 2005 : Les inactifs court métrage
- 2003 : Paris Africa de Sylvestre Amoussou
- 2002 : Les femmes de loi de Denis Amar
- 2001 : Paris selon Moussa de Cheik Doukouré 1999 Paul le charpentier documentaire de Ibrahim Khill
- 1998 : Séquence « Arrête ton char » pour Surprise sur prise TF1
- 1998 : Séquence pour Le Vrai Journal Canal+
- 1996 : Films pour Karl Zéro Nulle part ailleurs Canal+
- 1995 : Séquences comédies dans Vidéo Gag TF 1

### Commentaires
- 1995 : Biram pour toujours documentaire de Ibrahim Khill Commentaires
- 1994 : Le Barbier (court métrage) de Ariel Veneciano
- 1992 : L'Image du désir (court métrage) de Nicolas Joffrin Rôle de l'ami
- 1991 : Le Secret de l'halitérium de Michel Benetton

### Télévision
6 dramatiques :
- 1991 : La Sortie, réalisation Abder Isker, (TF1)
- 1991 : Alice ma sœur, réalisation Roger Kahane (TF1)
- 1992 : La Mort du père, réalisation Selim Isker (TF1)
- 1992 : Le Cœur têtu, réalisation Philippe Galardi (TF1)
- 1992 : Motus, réalisation Éric Le Hung (TF1)
- 2000 : Achille, réalisation Sylvestre Amoussou
- 17 scénarios de feuilleton, entre autres Vivement lundi ! pour TF1, Quatre pour un loyer pour TF1
- 50 sketches pour l’émission La Classe sur FR3
- Textes épisodes Caméra Café sur M6
- Textes dialogués pour la Radio suisse romande
- Scénarisation de Vidéo Gag (TF1)

## Distinctions
En tant que comédien, il a reçu le prix Mounet-Sully par la Société des poètes français en 1995. En tant qu’auteur, il a reçu le prix SACD Radio en 2003.